# Brunfelsia guianensis
Brunfelsia guianensis ist eine Art aus der Sektion Guianenses der Gattung Brunfelsia. Sie ist in Suriname, Französisch-Guayana und Teilen Brasiliens verbreitet.

## Beschreibung

### Vegetative Merkmale
Brunfelsia guianensis ist ein 1 bis 3 m hoher Strauch oder kleiner Baum. Die Äste sind locker verzweigt und abstehend. Der Querschnitt der Zweige ist drehrund, an den Nodien sind sie knotig. Meist sind Stamm und Äste unbehaart, nur selten flaumhaarig besetzt. Die Epidermis ist hell bis dunkelbraun gefärbt, längsgerichtet rissig und fällt im Alter in Schuppen ab. 
Die Blattspreiten der Laubblätter sind 6 bis 15 cm lang und 2 bis 6,5 cm breit, umgekehrt eiförmig bis elliptisch oder seltener lanzettlich. An der Spitze sind sie abrupt verjüngt zu einer oftmals nahezu sichelförmigen Spitze, die Basis ist keilförmig bis eingeengt. Die fest häutige Blattfläche ist unbehaart, matt dunkelgrün auf der Oberseite, etwas heller auf der Unterseite. Von der Mittelrippe gehen vier oder fünf Paar gebogener Seitenadern aus. Der Blattstiel ist 3 bis 8 mm lang, schlank, meist unbehaart oder nur selten flaumhaarig besetzt.

### Blütenstände und Blüten
Die Blütenstände stehen terminal und bestehen aus ein oder zwei nicht duftenden Blüten. An jeder Blüte stehen ein oder zwei linealisch-lanzettlich oder schuppenförmige, unbehaarte, laubblattähnliche Tragblätter von 2 bis 10 mm Länge. Der Blütenstiel ist 2 bis 5 mm lang, schlank und unbehaart. 
Der Kelch ist unbehaart, grün und membranartig, misst 4 bis 7 mm im Durchmesser, ist 7 bis 10 mm lang und ist eiförmig-glockenförmig, aufgeblasen oder selten röhrenförmig-glockenförmig. Er ist schwach geadert und mit ungleichförmigen Kelchzähnen besetzt. Die beiden unten stehenden Zähne sind etwas kürzer, 2 bis 5 mm lang, eiförmig und nach vorn zugespitzt oder spitz zulaufend. An der Frucht bleibt der Kelch bestehen, wird etwas lederig und reißt an einer oder mehr Seiten ein.
Die Grundfarbe der Krone ist weiß. Die schlanke, gerade oder leicht gebogene, oberhalb der Mitte etwas erweiterte Kronröhre ist grünlich weiß bis weiß. Sie hat eine Länge von 20 bis 26 mm und misst 1 bis 1,5 mm im Durchmesser und ist damit 2,5- bis 3-mal so lang wie der Kelch. Der abstehende Kronsaum hat einen Durchmesser von 15 bis 22 mm. Er ist mit 6 bis 8 mm langen Kronzipfeln besetzt, diese sind nahezu gleich geformt, langgestreckt umgekehrt eiförmig bis spatelförmig, an das Basis eingeengt und an der Spitze abgerundet bis stumpf. Die Seitenränder der Kronzipfel sind stark umgebogen und weisen gelegentlich violette Spuren auf.
Die Staubblätter stehen nicht über die Krone hinaus, die Staubfäden sind schlank, bandförmig und stehen nahezu aufrecht. Das obere Paar ist 4 bis 5 mm lang, das untere Paar nur 2 bis 4 mm. Die rundlich nierenförmigen Staubbeutel haben einen Durchmesser von 1 mm. Der eiförmig konische Fruchtknoten ist 1,5 bis 2 mm lang und misst 1 mm im Durchmesser. Der Griffel ist schlank und verbreitet sich zur Spitze hin, so dass die dort befindliche, leicht zweilappige Narbe zwischen den Staubbeuteln steht. Die obere Lappe der Narbe ist etwas größer.

### Früchte und Samen
Die runden bis eiförmigen Früchte haben einen Durchmesser von 2,5 bis 3,2 cm sowie eine Länge von 2,5 bis 4 mm. Die Oberfläche ist glatt und bei Reife gelb, das Exokarp ist dünn und gummiartig, das Mesokarp hat eine Stärke von 5 bis 8 mm und ist weich und fleischig, das Endokarp ist dünn häutig. Je Frucht werden sieben bis zehn Samen gebildet, diese sind 10 bis 13 mm lang und messen 5 bis 7 mm im Durchmesser, sie sind langgestreckt und an ein oder zwei Seiten abgeflacht und gewinkelt. Sie sind rötlich braun bis nahezu schwarz gefärbt und netzartig gekörnt. Der Embryo ist 8 mm lang und nicht gebogen, die Keimblätter sind elliptisch und 2 mm lang.

## Verbreitung und Standorte
Die Art ist in Suriname, Französisch-Guayana und Teilen Brasiliens verbreitet. Sie kommt vor allem im Flachland in tropischen Wäldern vor und ist im gesamten unteren Verlauf des Amazonas, vor allem nördlich des Flusses zu finden.